# 下坂幸三
下坂 幸三（しもさか こうぞう、1929年2月14日 - 2006年3月26日）は、日本の医学者、精神科医。専門は精神分析学。元順天堂大学医学部助教授。医学博士。摂食障害の治療で知られる。

## 来歴
- 1929年 - 東京に生まれる
- 1950年 - 私立順天堂医学専門学校卒業
- 1952年 - 順天堂大学医学部精神医学教室入局。後に助手、講師、助教授
- 1961年 - 医学博士（順天堂大学）[3]
- 1973年 - 下坂クリニック開院（東京都新宿区）
- 2006年 - 逝去[2]

## 人物
精神分析学、精神病理学の広汎な知見をもとに、主として摂食障害の治療を行った。家族面接を基盤とした治療法の開発や、摂食障害・強迫性障害に関する業績で知られる。

## 受賞歴
- 2000年 - 古澤賞（日本精神分析学会）

## 学会
- 日本精神分析学会
- 日本精神病理学会

## 著書
- 『食の病理と治療』 金剛出版、1983
- 『アノレクシア・ネルヴォーザ論考』 金剛出版、1988/2007
- 『精神療法の条件』 金剛出版、1988
- 『過食の病理と治療』 金剛出版、1991
- 『精神科治療における家族（精神医学レビュ－18）』 ライフ・サイエンス、1996
- 『心理療法の常識』 金剛出版、1998
- 『拒食と過食の心理：治療者のまなざし』 岩波書店、1999
- 『摂食障害治療のこつ』 金剛出版、2001
- 『心理臨床としての家族援助』金剛出版、2001
- 『心理療法のひろがり』 中村伸一・黒田章史（編）、金剛出版、2007
- 『フロイト再読』 中村伸一・黒田章史（編）、金剛出版、2007

## 関連人物
- 懸田克躬
- 村山七郎
- 小倉清